# Terry Gale
Terry R. Gale (Yelbeni, 7 de juny de 1946) és un golfista professional australià.